# Логойськ
Логойськ (біл. Лагойск) — місто (з 1998 року) в Мінській області Білорусі, центр Логойського району.
Знаходиться за 36 км на північ-північний схід від Мінська, на річці Гайна. Біля міста проходить автодорога республіканського значення М3 Мінськ — Вітебськ.
Найближчим часом планується надання Логойську статусу міста-супутника Мінська.

## Історія
Вперше в літописах згадується з 1078 року в складі Полоцької землі. Приблизно з XII сторіччя — центр Логожського князівства. З XIII століття входить до складу Великого Князівства Литовського.
У різний час був володінням Ягайла, Скиргайла, Вітовта, князів Чорторийських, а також графів Тишкевичів.

1505 року, у війні з Кримським ханством місто було захоплене татарами, пограбоване і спалене . Під час Північної війни 1700—1721 років місто захопили шведські війська. Тоді ж був зруйнований Логойський замок, на місці якого в 1765 році був побудований монастир Василіянського ордену. 
В результаті другого поділу Речі Посполитої в 1793 році був анексований Російською імперією. У 1814—1819 роках в Логойську побудований палац Тишкевичів, який був зруйнований під час Другої світової війни. За деякими даними, в 1842 році брати Костянтин і Євстафій Тишкевичі заснували в місті археологічний музей. Його колекція стала основою при створенні в 1855 році Віленського археологічного музею. У XIX столітті — містечко. У 1897 році Логойськ стає центром волості Борисівського повіту.
У 1890-х роках в містечку проживало 1180 жителів, більшість — євреї (685 осіб). Діяла синагога і єврейські молитовні будинки, православна церква, костел.
З 1924 року — центр Логойського району, селище міського типу. У 1998 році Логойську повернуто статус міста.

## Відомі особи
- Петро Тишкевич — державний діяч Великого князівства Литовського, граф у Логойську.
- Кшиштоф Тишкевич — державний, політичний і військовий діяч Речі Посполитої.
- Костянтин Тишкевич — білоруський археолог, історик, етнограф, фольклорист; один із засновників білоруської наукової археології